# Poison
Poison – amerykański zespół muzyczny wykonujący szeroko pojętą muzykę heavymetalową. Powstał w 1983 w Harrisburgu w stanie Pensylwania.

## Muzyka
Korzenie zespołu, głównie te glam metalowe, leżą w brzmieniu wschodniego wybrzeża Ameryki i częściowo nawiązują do takich zespołów jak New York Dolls, KISS, Cinderella, Boston, Aerosmith czy Cheap Trick. Wpływy te zostały przeniesione do Kalifornii pod koniec lat 70., a następnie zmutowały się z brzmieniem z debiutanckiego albumu Van Halen z 1978 r., w końcu rozpoczynając nurt glam metalowy na Sunset Strip w L.A. w latach 80. Późniejsza twórczość zespołu miała też naleciałości bluesowe.
Muzyka Poison charakteryzowała się stosunkowo prostymi, ale chwytliwymi, melodiami i hymnowymi gitarowymi riffami. Zespół charakteryzował specyficzny wizerunek sceniczny - jaskrawe kostiumy, natapirowane fryzury, damski makijaż czy gorączkowe występy, które były promowane przez MTV od połowy do późnych lat 80.

## Historia

### Wczesne lata
Zespół Poison rozpoczął swój żywot w 1984 r. pod nazwą Paris i składał się z wokalisty Breta Michaelsa, basisty Bobby’ego Dalla, gitarzysty Matta Smitha i perkusisty Rikkiego Rocketta. Po przeprowadzce do Los Angeles w 1985, muzycy zespołu zaczęli objazd klubów. Nazwa "Poison" została wybrana przez zespół po zobaczeniu napisu na t-shircie, który miał na sobie perkusista Mick Shrimpton w heavymetalowej komedii "This Is Spinal Tap". Członkowie grupy wiedzieli, że pasują do stereotypów gwiazd rocka przedstawionych w filmie.
Smith, który miał zostać ojcem dziecka i nie był przekonany co do przyszłości kapeli, wrócił do Pensylwanii. Po opuszczeniu przez niego zespołu rozpoczęły się przesłuchania nowych gitarzystów. Po zmniejszeniu grona kandydatów do trzech – Slasha, który później dołączył do Guns N’ Roses, Steve’a Silvy z The Joe Perry Project, i C.C. DeVille’a, zespół ostatecznie wybrał DeVille’a.
Kapela zaczęła zyskiwać sławę na Sunset Strip poprzez swoje teatralne występy i wyraźny glamowy image. Bez odpowiednich funduszy na efekty, wypełniali scenę częściami od starych samochodów i harleyów, wysadzali bezpieczniki i wysypywali na siebie confetti z pudełek przyczepionych na suficie. Michaels, Dall, Rockett i DeVille podpisali w 1986 r. kontrakt z wytwórnią Enigma Records. Ich debiutancki album, "Look What the Cat Dragged In" został wydany 2 sierpnia 1986. Zawierał 3 hity, "Talk Dirty To Me", "I Want Action" i "I Won't Forget You". Sprzedaż płyty doszła do 2 milionów kopii. W 1987 zespół nagrał też cover piosenki KISS "Rock And Roll All Nite" na ścieżkę dźwiękową filmu Less Than Zero.

### Sukces komercyjny
Drugi album Poison, "Open Up And Say…Ahh!", który został wydany 21 maja 1988 r. (1988 w muzyce) ostatecznie sprzedał się w liczbie 8 milionów kopii na całym świecie. Płyta zawierała największy hit zespołu, "Every Rose Has Its Thorn" i inne hity z top 10: "Nothin’ But A Good Time" oraz cover duetu Loggins and Messina "Your Mama Don’t Dance". W 1988 grupa koncertowała razem z Davidem Lee Rothem na Skyscraper Tour. Występy Poison stały się ważną częścią tej trasy.
Trzeci album Poison, "Flesh & Blood", wypuszczony 21 czerwca 1990 również odniósł duży sukces. Krążek stał się multiplatynowy, na co złożyły się trzy złote single: "Unskinny Bop," "Ride the Wind" i ballada "Something To Believe In". Flesh & Blood dotarło do 2 miejsca na amerykańskich listach, dodając impetu dalszej światowej trasie grupy. Zespół zarejestrował kilka występów na swojej trasie Flesh & Blood w latach 1990/1991, które zostały wydane w listopadzie 1991 r. jako ich czwarty album, "Swallow This Live".

### Późniejsze lata
Pomimo sukcesu Poison, uzależnienie DeVille’a od alkoholu i kokainy doprowadziło do rozpoczęcia sporu w zespole. Kulminacja konfliktu pomiędzy Michaelsem i DeVille’em miała miejsce na backstage’u podczas MTV Music Awards 1991 w postaci walki na pięści spowodowanej tragicznym występem gitarzysty. Zaraz po tym C.C został zastąpiony przez pensylwańskiego wirtuoza gitary Richiego Kotzena.
Piąty krążek Poison - "Native Tongue" - został wydany 8 lutego 1993 r. Na tym wydawnictwie słychać było duży wkład świeżych kompozycji Kotzena oraz gitarowych sztuczek. Oznaczało to zmianę stylu zespołu, który porzucił swoje hymnowo–imprezowe dźwięki, skupiając się na bardziej poważnych brzmieniach. Zawierający singel "Stand", album zebrał głównie pozytywne recenzje, jednak sprzedawał się wyjątkowo słabo i powolnie, dochodząc jedynie do 1 miliona sprzedanych kopii na całym świecie. Zespół wybrał się na tournée promujące album, podczas którego jednak napięcia pomiędzy Kotzenem a resztą Poison wzrosły i uwydatniły się. Kariera Richiego w zespole dobiegła końca, kiedy wyszło na jaw, że miał on romans z narzeczoną Rocketta – Deanną Eve. Kotzen został natychmiastowo wyrzucony i zastąpiony przez innego wirtuoza – Bluesa Saraceno.
Zespół zaczął nagrywać swój szósty album, "Crack a Smile", w 1994 r. Proces nagrywania został nagle przerwany w maju 1994 r., kiedy Michaels był uczestnikiem wypadku, w którym stracił kontrolę nad swoim Ferrari. Bret złamał nos, żebra, szczękę i palce oraz stracił cztery zęby. Po jego rekowalescencji w 1995 r., grupa kontynuowała nagrania. W obliczu ostrego spadku popularności dla glam/hair Metalu, oraz ze względu na zmiany w personelu wytwórni, Capitol Records nie wykazało zbytniego zainteresowania promocją nowego wydawnictwa Poison. Zamiast tego, koncern optował za kompilacją "Greatest Hits". Płyta została wypuszczona na rynek 26 listopada 1996 r. i zdobyła platynę, pomimo braku trasy, która miałaby promować album.
Po ośmioletniej przerwie, w drugiej połowie 1988 r., Michaels i DeVille załagodzili swoje dawne konflikty. Powrotowa trasa Greatest Hits rozpoczęła się latem 1999. Trasa ta okazała się sukcesem, a 18 tys. biletów na koncert w Pine Knob Amphitheater w Detroit zostało w całości wyprzedanych. Liczba ludzi na koncertach tej trasy osiągała średnio 12 tys.

## Muzycy

### Obecny skład zespołu
- Bret Michaels – wokal prowadzący, gitara (od 1983)
- C.C. DeVille – gitara, wokal wspierający (1985–1991, od 1996)
- Bobby Dall – gitara basowa, instrumenty klawiszowe, wokal wspierający (od 1983)
- Rikki Rockett – perkusja, wokal wspierający (od 1983)

### Byli członkowie zespołu
- Matt Smith – gitara, wokal wspierający (1983–1985)
- Richie Kotzen – gitara, instrumenty klawiszowe, wokal wspierający (1991–1993)
- Blues Saraceno – gitara, wokal wspierający (1993–1996)

## Dyskografia

### Albumy
| 1986                           | Look What the Cat Dragged In - Data: 2 sierpnia 1986 - Wydawca: Capitol Records | 3   | –  | – | – | —  | - USA: 3x platyna - CAN: platyna - UK: srebro   |
| 1988                           | Open Up and Say… Ahh! - Data: 21 maja 1988 - Wydawca: Capitol Records           | 3   | 18 | 7 | 1 | —  | - USA: 5x platyna - CAN: 4x platyna - UK: złoto |
| 1990                           | Flesh & Blood - Data: 21 czerwca 1990 - Wydawca: Capitol Records                | 2   | 3  | 2 | 4 | —  | - USA: 3x platyna - CAN: 4x platyna - UK: złoto |
| 1993                           | Native Tongue - Data: 8 lutego 1993 - Wydawca: Capitol Records                  | 16  | 20 | – | – | 60 | - USA: złoto - CAN: platyna                     |
| 2000                           | Crack a Smile… and More! - Data: 14 marca 2000 - Wydawca: Cyanide Records       | 131 | –  | – | – | —  |                                                 |
| 2002                           | Hollyweird - Data: 21 maja 2002 - Wydawca: Capitol Records                      | 103 | –  | – | – | —  |                                                 |
| 2007                           | Poison’d! - Data: 5 czerwca 2007 - Wydawca: EMI America/Capitol Records         | 32  | –  | – | – | —  |                                                 |
| "—" pozycja nie była notowana. |                                                                                 |     |    |   |   |    |                                                 |

### Albumy koncertowe
| 1991                           | Swallow This Live - Data: 12 listopada 1991 - Wydawca: Capitol Records | 41  | 52 | 46 | - USA: platyna |
| 2000                           | Power to the People - Data: 13 czerwca 2000 - Wydawca: Cyanide Records | 166 | –  | —  |                |
| 2006                           | Great Big Hits Live! Bootleg - Data: 4 lipca 2006 - Wydawca: Sony BMG  | –   | –  | —  |                |
| 2006                           | Seven Days Live (CD) - Data: 11 czerwca 2006 - Wydawca: Cherry Red     | –   | –  | —  |                |
| 2008                           | Live, Raw & Uncut - Data: 15 lipca 2008 - Wydawca: Cyanide Records     | 8   | –  | —  |                |
| "—" pozycja nie była notowana. |                                                                        |     |    |    |                |

### Kompilacje
| 1996                           | Poison’s Greatest Hits: 1986–1996 - Data: 26 listopada 1996 - Wydawca: Capitol Records             | –   | —  | - USA: 2x platyna - CAN: złoto |
| 2001                           | Poison – Rock Champions - Data: 25 września 2001 - Wydawca: EMI America                            | –   | —  |                                |
| 2003                           | Best of Ballads & Blues - Data: 5 sierpnia 2003 - Wydawca: Capitol Records                         | –   | —  |                                |
| 2006                           | The Best of Poison: 20 Years of Rock - Data: 3 kwietnia 2006 - Wydawca: Capitol Records            | 17  | —  | - USA: złoto                   |
| 2009                           | Poison – Box Set (Collector’s Edition) - Data: 2009 - Wydawca: Madacy Records                      | –   | —  |                                |
| 2010                           | Nothin’ But a Good Time: The Poison Collection - Data: 9 listopada 2010 - Wydawca: Capitol Records | –   | —  |                                |
| 2010                           | Poison - 10 Great Songs - Data: 12 stycznia 2010 - Wydawca: Capitol Records                        | 145 | —  |                                |
| 2011                           | Double Dose: Ultimate Hits - Data: 3 maja 2011 - Wydawca: Capitol Records                          | –   | 17 |                                |
| "—" pozycja nie była notowana. | |     |    |                                |

### Single
| 1986                           | "Cry Tough"                 | —   | —  | —  | —  | —  | —  | —  | —  | 97 |              | Look What the Cat Dragged In         |
| 1987                           | "Talk Dirty to Me"          | 9   | —  | 9  | —  | —  | —  | —  | —  | 67 |              | Look What the Cat Dragged In         |
| 1987                           | "I Want Action"             | 50  | —  | —  | —  | —  | —  | —  | —  | —  |              | Look What the Cat Dragged In         |
| 1987                           | "I Won't Forget You"        | 13  | —  | 38 | —  | —  | 37 | —  | —  | —  |              | Look What the Cat Dragged In         |
| 1987                           | "Rock and Roll All Nite"    | —   | —  | —  | 3  | —  | —  | —  | —  | —  |              | Less Than Zero (ścieżka dźwiękowa)   |
| 1988                           | "Nothin' but a Good Time"   | 6   | 19 | 36 | 10 | —  | —  | —  | —  | 35 | - USA: złoto | Open Up and Say… Ahh!                |
| 1988                           | "Fallen Angel"              | 12  | 32 | 55 | 21 | —  | 32 | —  | —  | 59 |              | Open Up and Say… Ahh!                |
| 1988                           | "Every Rose Has Its Thorn"  | 1   | 11 | —  | 16 | 18 | 8  | 20 | 12 | 13 | - USA: złoto | Open Up and Say… Ahh!                |
| 1989                           | "Your Mama Don’t Dance"     | 10  | 39 | 17 | 21 | —  | 3  | —  | —  | 13 |              | Open Up and Say… Ahh!                |
| 1990                           | "Unskinny Bop"              | 3   | 5  | 3  | 7  | 34 | 3  | 19 | —  | 15 | - USA: złoto | Flesh and Blood                      |
| 1990                           | "Something to Believe In"   | 4   | 5  | 3  | 44 | —  | 38 | —  | —  | 34 | - USA: złoto | Flesh and Blood                      |
| 1990                           | "Ride the Wind"             | 38  | 25 | 31 | —  | —  | —  | —  | —  | —  |              | Flesh and Blood                      |
| 1991                           | "Life Goes On"              | 35  | —  | —  | —  | —  | —  | —  | —  | —  |              | Flesh and Blood                      |
| 1991                           | "(Flesh & Blood) Sacrifice" | —   | —  | —  | —  | —  | —  | —  | —  | —  |              | Flesh and Blood                      |
| 1992                           | "So Tell Me Why"            | —   | —  | —  | —  | —  | —  | —  | —  | 25 |              | Swallow This Live                    |
| 1993                           | "Stand"                     | 50  | 15 | 15 | —  | —  | —  | —  | 39 | 25 |              | Native Tongue                        |
| 1993                           | "Until You Suffer Some"     | 100 | —  | —  | —  | —  | —  | —  | —  | 32 |              | Native Tongue                        |
| 1994                           | "Body Talk"                 | —   | —  | —  | —  | —  | —  | —  | —  | —  |              | Native Tongue                        |
| 2000                           | "Shut Up, Make Love"        | —   | —  | —  | —  | —  | —  | —  | —  | —  |              | Crack a Smile… and More!             |
| 2000                           | "Be the One"                | —   | —  | —  | —  | —  | —  | —  | —  | —  |              | Crack a Smile… and More!             |
| 2000                           | "Power to the People"       | —   | —  | —  | —  | —  | —  | —  | —  | —  |              | Power to the People                  |
| 2000                           | "The Last Song"             | —   | —  | —  | —  | —  | —  | —  | —  | —  |              | Power to the People                  |
| 2001                           | "Rockstar"                  | —   | —  | —  | —  | —  | —  | —  | —  | —  |              | Hollyweird                           |
| 2002                           | "Squeeze Box"               | —   | —  | —  | —  | —  | —  | —  | —  | —  |              | Hollyweird                           |
| 2003                           | "Shooting Star"             | —   | —  | —  | —  | —  | —  | —  | —  | —  |              | Hollyweird                           |
| 2006                           | "We’re an American Band"    | —   | —  | —  | —  | —  | —  | —  | —  | —  |              | The Best of Poison: 20 Years of Rock |
| 2007                           | "What I Like About You"     | —   | —  | —  | —  | —  | —  | —  | —  | —  |              | Poison’d!                            |
| 2007                           | "SexyBack"                  | —   | —  | —  | —  | —  | —  | —  | —  | —  |              | Poison’d!                            |
| "—" pozycja nie była notowana. |                             |     |    |    |    |    |    |    |    |    |              |                                      |

## Wideografia
| 1989                           | Sight for Sore Ears - Data: 1989 - Wydawca: Enigma Records                                | — | - CAN: złoto |
| 1991                           | Flesh, Blood, & Videotape - Data: 15 listopada 1991 - Wydawca: Capitol Records            | — |              |
| 1992                           | Swallow This Live: Flesh & Blood World Tour - Data: 1992 - Wydawca: Capitol Records       | — |              |
| 1993                           | Seven Days Live - Data: 1993 - Wydawca: Cherry Red                                        | — |              |
| 1999                           | VH1 Behind the Music: Poison - Data: 1999 - Wydawca: VH1                                  | — |              |
| 2001                           | Poison Greatest Video Hits - Data: 2001 - Wydawca: Capitol Records                        | — | - USA: złoto |
| 2003                           | Nothing but a Good Time! Unauthorized - Data: 24 czerwca 2003 - Wydawca: Capitol Records  | — |              |
| 2005                           | Poison Video Hits - Data: 11 stycznia 2005 - Wydawca: Capitol Records                     | — |              |
| 2006                           | The Best of Poison: 20 Years of Rock (DVD) - Data: 4 kwietnia 2006 - Wydawca: EMI America | — | - USA: złoto |
| 2008                           | Live, Raw & Uncut (DVD) - Data: 25 listopada 2008 - Wydawca: E1 Music                     | 8 |              |
| "—" pozycja nie była notowana. |                                                                                           |   |              |

## Teledyski
| Rok  | Tytuł                                | Reżyseria      |
| ---- | ------------------------------------ | -------------- |
| 1986 | "Cry Tough"                          | John Jopson    |
| 1987 | "Talk Dirty To Me"                   | Doug Freel     |
| 1987 | "I Want Action"                      | John Jopson    |
| 1987 | "I Wont Forget You"                  | —              |
| 1988 | "Nothin' but a Good Time"            | Marc Reshovsky |
| 1988 | "Fallen Angel"                       | Marty Callner  |
| 1988 | "Every Rose Has Its Thorn"           | Marty Callner  |
| 1989 | "Your Mamma Don't Dance"             | Marty Callner  |
| 1989 | "Good Love"                          | —              |
| 1990 | "Unskinny Bop"                       | Marty Callner  |
| 1990 | "Something to Believe In"            | Marty Callner  |
| 1990 | "Ride the Wind"                      | Marty Callner  |
| 1991 | "Life Goes On"                       | Marty Callner  |
| 1991 | "(Flesh & Blood) Sacrifice"          | Marty Callner  |
| 1992 | "So Tell Me Why"                     | Marty Callner  |
| 1993 | "Stand"                              | —              |
| 1993 | "Until You Suffer Some (Fire & Ice)" | —              |
| 2000 | "Power to the People"                | Poison         |
| 2002 | "Squeeze Box"                        | —              |
| 2006 | "Were An American Band"              | Poison         |
| 2007 | "What I Like About You"              | —              |